# Triggiano
Triggiano ist eine Stadt in Apulien, Italien, südöstlich von Bari mit 26.208 Einwohnern (Stand 28. Februar 2021). 

## Geografische Lage
Triggiano liegt etwa fünf Kilometer von Bari entfernt. Zur Adria, die im Nordosten liegt, beträgt die Entfernung ebenfalls nur fünf Kilometer.
Im Südosten liegt Noicattaro, im Süden Cellamare und im Westen der Ort Bitritto.

## Sehenswertes
Das mittelalterliche Stadtbild von Triggiano ist noch im Rione-Ponte-Viertel zu sehen. Den Namen hat es von dem dortigen Zugang zur Stadt durch eine Zugbrücke. Als Sehenswürdigkeiten gelten:
- Die Kirche Santa Maria Veterana hypogeum und die Gemälde in deren Innenschiffen.
- Die Kirche San Lorenzo
- Die „Madonna-della-Croce“-Fresken in der gleichnamigen Patronatskirche

## Feste und Veranstaltungen
Jährlich am dritten Sonntag im September findet das Patronatsfest zu Ehren der Muttergottes vom Kreuze statt. In dieser Zeit kommen aus aller Welt, vor allem aber aus den USA und Venezuela zahlreiche Auswandererfamilien in die Heimatstadt ihrer Vorfahren, um mit den Einheimischen zu feiern.

## Verkehr
Triggiano besitzt einen Bahnhof an der Bahnstrecke Bari–Martina Franca–Taranto.

## Gemeindepartnerschaften
- Addison, USA